# Ирац (филм из 2019)
Ирац (енгл. The Irishman) амерички је епски криминалистички драма филм из 2019. године у режији Мартина Скорсезеа. Сценарио потписује Стивен Зејлијан на основу дела наративне публицистике Чуо сам да фарбаш куће аутора Чарлса Брандта из 2004. године, док су продуценти филма Скорсезе, Роберт де Ниро, Џејн Розентал, Гастон Павлович, Рендал Емет, Ема Тилинџер Коскоф, Џералд Чејмес и Ервин Винклер. Музику је компоновао Роби Робертсон.
У филму је представљена ансамблска подела улога које тумаче де Ниро као Френк "Ирац" Ширан, Ал Пачино као Џими Хофа и Џо Пеши као Расел Бафалино, док су у осталим улогама Реј Романо, Боби Канавале, Ана Паквин, Стивен Грејам и Харви Кајтел. Светска премијера филма је одржана 1. новембра 2019. године у Сједињеним Америчким Државама и имао је ограничена биоскопска приказивања. Филм је на Нетфликс платформи изашао 27. новембра 2019.
Буџет филма је износио између 159 и 250 000 000 долара, а зарада је износила 8 000 000 долара.
Филм је добио пет номинација за награду Златни глобус укључујући номинације за најбољи филм (драма), најбољег редитеља и најбољег споредног глумца у играном филму.
Такође, добио је и десет номинација за награду BAFTA укључујући номинације за најбољи филм, најбољу режију и најбољег глумца у споредној улози.
13. јануара 2019. године филм је добио номинације за десет Оскара укључујући номинације за најбољи филм (Скорсезе, де Ниро, Розентал, Коскоф, Винклер, Чејмес, Павлович и Емет), најбољу режију (Скорсезе) и најбољег глумца у споредној улози (Пачино и Пеши).

## Радња
Филм Ирац прича причу о нестанку синдикалног вође Џимија Хофе (Ал Пачино) 1975. године.
Биће причан из погледа Френка "Ирца" Ширана (Роберт де Ниро), плаћеног убице који тврди да је одговоран за нестанак Хофе. Ирац приказује догађаје који су довели до злогласног случаја и његовог трајног утицаја. Џо Пеши тумачи лик крими шефа Расела Бафалина, док ће Харви Кајтел имати улогу другог крими шефа Анђела Бруна.

## Улоге
| Глумац         | Улога              |
| -------------- | ------------------ |
| Роберт де Ниро | Френк „Ирац” Ширан |
| Ал Пачино      | Џими Хофа          |
| Џо Пеши        | Расел Бафалино     |
| Реј Романо     | Бил Бафалино       |
| Боби Канавале  | Феликс Дитулио     |
| Ана Паквин     | Пеги Ширан         |
| Стивен Грејам  | Ентони Провенцано  |
| Харви Кајтел   | Анђело Бруно       |